# Eustomias interruptus
Eustomias interruptus är en fiskart som beskrevs av Clarke, 1999. Eustomias interruptus ingår i släktet Eustomias och familjen Stomiidae. Inga underarter finns listade i Catalogue of Life.